# غيورغيا كامبانا
غيورغيا كامبانا (بالإيطالية: Giorgia Campana)‏ هي لاعبة جمباز فني إيطالية، ولدت في 16 مايو 1995 في روما في إيطاليا.

## وصلات خارجية
- غيورغيا كامبانا على موقع الاتحاد الدولي للجمباز (licence) (الإنجليزية)
- غيورغيا كامبانا على موقع الاتحاد الدولي للجمباز (biography) (الإنجليزية)
- غيورغيا كامبانا على موقع أوليمبيديا (الإنجليزية)